# NGC 1190
NGC 1190 este o galaxie lenticulară situată în constelația Eridanul. A fost descoperită în 2 decembrie 1885 de către Francis Leavenworth. Se află la o distanță de 37,7 de megaparseci de Pământ.